# Andrew Libano
Andrew Libano est un skipper américain né le 19 janvier 1903 et mort le 22 juin 1935.

## Carrière
Andrew Libano est sacré champion olympique de voile en Star aux Jeux olympiques d'été de 1932 de Los Angeles à bord de 'Jupiter.